# Jean-Claude Retel
Jean-Claude Retel (né le 11 février 1968 à Capesterre-Belle-Eau) est un athlète français spécialiste du lancer du disque. Il a détenu de 2002 à 2025 le record de France du lancer du disque avec 68,90 m.

## Carrière
Il remporte à dix reprises les Championnats de France d'athlétisme, la première fois en 1992 et la dernière en 2006. Le 17 juillet 2002, à l'occasion du meeting de Salon-de-Provence, Jean-Claude Retel établit un nouveau record de France du lancer du disque avec 68,90 m, signant à l'occasion la quatrième meilleure performance mondiale de l'année.
Son record de France tiendra jusqu'en juin 2025, battu par Lolasson Djouhan qui signe un jet à 70,25 m lors du meeting d'Alès. 
Sélectionné en équipe de France lors de la Coupe du monde des nations 2006 se déroulant à Athènes, le Guadeloupéen se classe sixième du concours avec un lancer à 58,18 m.
Il est le frère aîné de la triple-sauteuse Roselise Retel.

## Palmarès
- 10 fois champion de France du lancer du disque : 1992, 1993, 1998, 1999, 2000, 2001, 2002, 2004, 2005 et 2006